# Tenuta di Biserno
Tenuta di Biserno (в переводе с итал. — «Ферма Бизерно») — винодельческое хозяйство в Биббоне к северу от Болгери (тосканский регион Верхняя Маремма). Основана Лодовико Антинори вместе с маркизом Пьеро Антинори — братом, который возглавляет остальной семейный бизнес Антинори.

## Хозяйство
Доли собственности в хозяйстве распределяются в следующих пропорциях — 33 % принадлежат Лодовико, у Пьеро — 30 %, у Никколо Антинори (племянника братьев) — 18 %, остальное — у инвесторов, не являющихся членами семьи. Крупнейшая по объему дистрибуция вина хозяйства приходится на Швейцарию.
Хозяйство расположено на холме, который возвышается на высоте 100 метров над уровнем моря. Площадь виноградников поместья около 96 гектар. Они разделены на две части — 40 расположены около виллы поместья, 56 в Кампо ди Сассо. Ягоды для производства флагманского вина из линейки Lodovico выращивается на шести гектарах в местечке Беллариа. Урожайность составляет порядка килограмма плодов с растения, что эквивалентно одной бутылке конечного продукта. На мезоклимат влияет свет, отражающийся от морской глади, и прохладный бриз с побережья, которые дают идеальные условия для созревания сортов, из которых производятся бордосские бленды.
Непосредственным управлением процессом виноделия занимаются Хелена Линдберг и Мишель Роллан — друг Лодовико Антинори со времен ведения хозяйства Ornellaia и Masseto в восьмидесятых годах.
У хозяйства есть гостевой дом на 8 спален, который окружают лимонные деревья. Всем можно остановиться туристам по предварительной договоренности. Рядом расположен бассейн.

## История
Впервые Лодовико посетил место строительства будущей винодельни в 1995 году. Он планировал присоединить будущие земли хозяйства к другому тогда ещё своему активу — Tenuta dell’Ornellaia, который в 2001 году продал американскому миллионеру Роберту Мондави (об этой сделке рассказывается в документальной ленте «Мондовино»). После изучения особенности терруара решил сделать отдельный проект. Земли в Верхней Маремме оказались более холмистыми и каменистыми, чем у его другого хозяйства. Мондави также предлагал выкупить хозяйство Tenuta di Biserno у братьев, но те отказались.

## Ассортимент
Вино, производимое в хозяйстве, представляет из себя классический бордоский купаж из каберне совиньон, мерло, каберне фран и пти вердо. Оно классифицируется как IGT (Indicazione Geographica Typica). Классификацию DOC вино пока не получило, но ситуация может поменяться со временем, как произошло, например, с Sassicaia.
Линейка вин, производимых в хозяйстве:
Rosé — Sof — розовое вино, названное в честь дочери хозяина винодельни. Первый винтаж появился в 2017 году. Состоит наполовину из каберне фран, а на другую из пти вердо.
Insoglio del Cinghiale (красное вино) — единственное вино, производимое на винодельне, которое полностью состоит из одного сорта винограда — сира. Считается столовым. Название переводится с итальянского языка, как «улыбка кабана».
Il Pino di Biserno (красное вино) — состоит из четырех сортов винограда. При производстве используется классический бордосский бленд, куда входят каберне совиньон, каберне фран, пти вердо и мерло. Перед поступлением на полки должно провести в бутылке 6-8 месяцев. Ежегодно выпускается порядка 120 000 бутылок.
Biserno (красное вино) — «второе вино» хозяйства. Состав аналогичен упомянутому выше бренду. Первый релиз произошел в 2007 году. В год производится около 30 000 бутылок.
Lodovico (красное вино) — флагманское вино хозяйства. Ежегодно его консистенция меняется. Обычно соотношение винограда в нем — 95 % каберне фран и 5 % пти вердо. Ежегодно производится не более 10 000 бутылок. Купаж делается только в лучшие годы урожая — 2007, 2008, 2011, 2013, 2015, 2016, 2017.